# Jezioro Wiktorii
Jezioro Wiktorii (Ukerewe, Victoria Nyanza, ang. Lake Victoria) – jezioro pochodzenia tektonicznego, położone na Wyżynie Wschodnioafrykańskiej, w kotlinie między Wielkim Rowem Zachodnim a Wielkim Rowem Wschodnim. Zaliczane jest do tzw. Wielkich Jezior Afrykańskich. Jego wody podzielone są między trzy państwa: Kenię, Ugandę i Tanzanię. Zajmuje powierzchnię 68,8 tys. km², co sprawia, że pod względem powierzchni jest to największe jezioro Afryki i największe tropikalne jezioro świata, a także drugie słodkowodne jezioro świata, a trzecie na świecie, jeśli brać pod uwagę wszystkie jeziora, łącznie ze słonymi. Pod względem objętości zajmuje ósme miejsce na świecie.
Jezioro Wiktorii leży w dorzeczu Nilu. Wpada do niego m.in. Kagera, która uznawana jest za źródłowy odcinek tej rzeki. Wypływa z niego natomiast Nil Wiktorii (zwany także Nilem Białym).
Regularna żegluga na jeziorze jest dobrze rozwinięta.
Miejscowa ludność utrzymuje się z rybołówstwa. By zwiększyć połowy, wprowadzono do jego wód okonia nilowego (Lates niloticus), którego pojawienie się zachwiało ekosystem jeziora. Wiele endemicznych gatunków ryb znalazło się na krawędzi wyginięcia.
Większe miasta nad Jeziorem Wiktorii to Mwanza, Musoma i Kisumu. Kilkanaście kilometrów od brzegów jeziora leży stolica Ugandy Kampala, pobliska miejscowość Port Bell służy jako port dla tego miasta.
Linia brzegowa jeziora jest silnie rozwinięta, łączna powierzchnia wysp to 6 tys. km², największa z nich to Ukerewe.
Jako pierwszy Europejczyk jezioro zobaczył w 1858 angielski podróżnik John Speke, który nazwał je na cześć królowej brytyjskiej Wiktorii.

## Polonica
Na półwyspie Koja nad Jeziorem Wiktorii znajduje się cmentarz polskich uchodźców z czasów II wojny światowej. Cmentarz został odnowiony i zinwentaryzowany w 2009 roku przez ekspedycję historyczną z Uniwersytetu Pedagogicznego w Krakowie pod kierownictwem dr. Huberta Chudzi.

## Przypisy

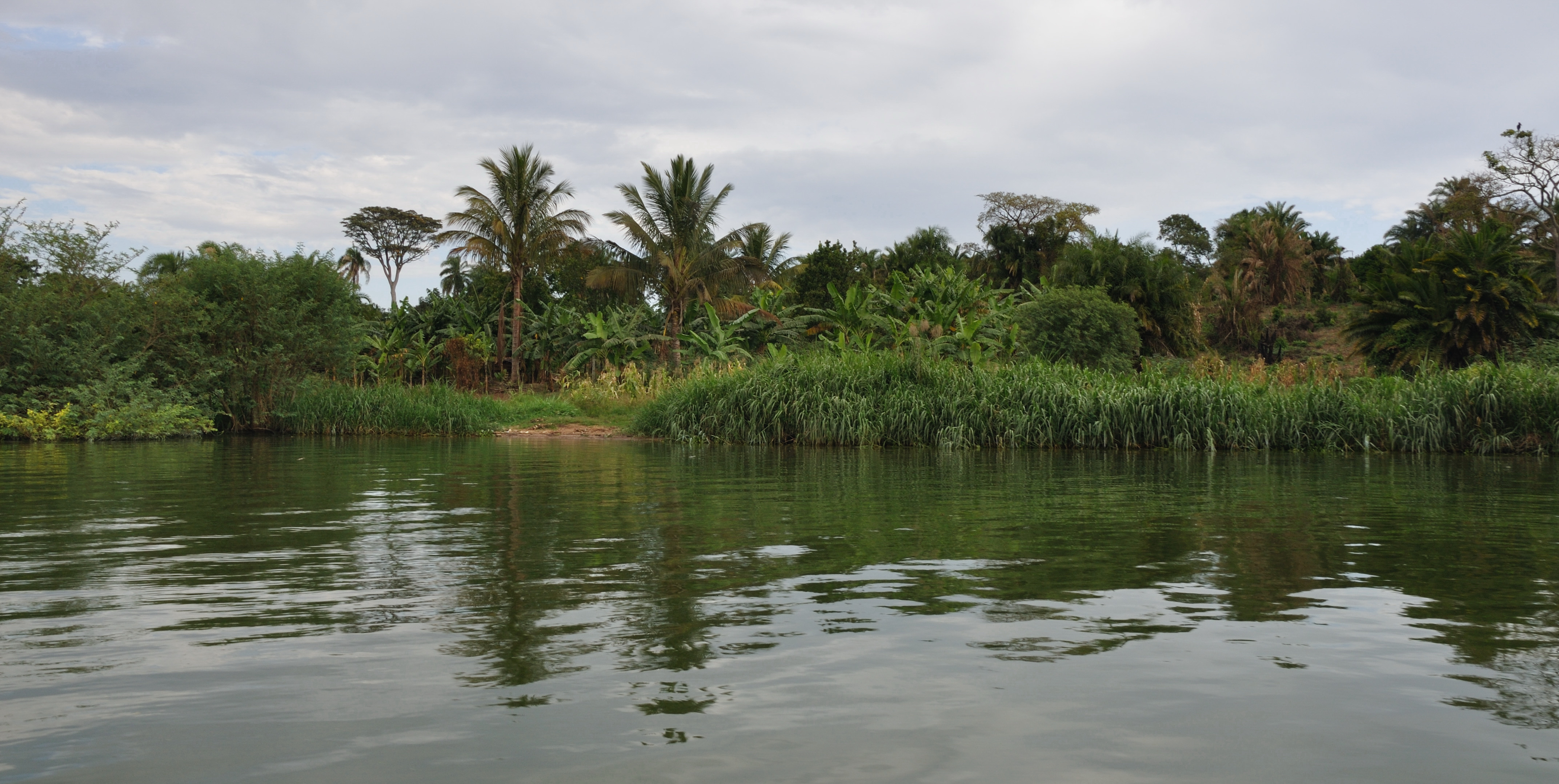
Jezioro Wiktorii